# ایکوساکا، ناگانو
ایکوساکا، ناگانو (به لاتین: Ikusaka, Nagano) یک منطقهٔ مسکونی در ژاپن است که در Higashichikuma District واقع شده‌است. ایکوساکا ۳۹٫۰۵ کیلومترمربع مساحت و ۱٬۷۹۰ نفر جمعیت دارد.